# کانادا در المپیک تابستانی ۲۰۱۶
کانادا از ۵ تا ۲۱ اوت ۲۰۱۶ در بازی‌های المپیک تابستانی ۲۰۱۶ که در ریو دو ژانیرو، برزیل برگزار شد، حضور داشت. ورزشکاران کانادایی از زمان نخستین حضور این کشور در بازی‌های المپیک در ۱۹۰۰ تاکنون در تمامی دوره‌های بازی‌های المپیک تابستانی حضور داشته‌اند؛ به‌جز بازی‌های المپیک تابستانی ۱۹۸۰ در مسکو که به‌دنبال پشتیبانی کانادا از تحریم بازی‌های به رهبری ایالات متحده در بازی‌ها شرکت نکردند. سرپرست کاروان کانادا در این بازی‌ها کورت هارنت بود که پس از استعفای ژان-لوک براسار، سرپرست پیشین کاروان، در آوریل ۲۰۱۶ به این سمت منصوب شد.
در مجموع ۳۱۴ ورزشکار شامل ۱۲۸ مرد و ۱۸۶ زن در ۲۷ رشتهٔ ورزشی (تمامی ورزش‌های المپیک به‌جز هندبال) به نمایندگی از این کشور در بازی‌های حضور یافتند. این تعداد ۳۷ نفر بیشتر از تعداد ورزشکاران کانادایی حاضر در بازی‌های ۲۰۱۲ بود. این تیم شامل ۹۸ مربی و ۱۰۷ کارمند پشتیبانی بود (مانند پزشک‌ها و فیزیوتراپیست‌ها و سایر افراد). در ابتدا نام ۳۱۲ ورزشکار به‌عنوان اعضای این تیم ثبت شده‌بود، اما در ۲۹ ژوئیه ۲۰۱۶ در پی محرومیت ورزشکاران روسی، دو ورزشکار مرد در رشتهٔ کانو و کایاک اضافه شدند و تعداد کل ورزشکاران کانادا به ۳۱۴ نفر رسید. حضور پنج گروه از ورزشکاران کانادا در ورزش‌های تیمی مورد تأیید قرار گرفت و این کشور مجدداً به بالاترین رکورد خود برای این تعداد، که مربوط به بازی‌های ۱۹۸۴ می‌شد، دست یافت. هدف رسمی کانادا (تنظیم‌شده توسط آون د پودیوم) در این بازی‌ها کسب دست کم ۱۹ مدال با هر رنگی (بهبود به میزان یک مدال یا بیشتر از سال ۲۰۱۲) و دستیابی به جایگاهی در میان ۱۲ کشور اول از نظر تعداد مدال‌های کسب‌شده بود. کانادا در پایان این بازی‌ها مجموعاً ۲۲ مدال کسب کرد (با رتبه‌ای در میان ۱۰ کشور اول از نظر تعداد مدال‌های کسب‌شده) که با مجموع تعداد مدال‌ها در بازی‌های ۱۹۹۶ در آتلانتا، و رکورد سابق بیشترین تعداد مدال در یکی از بازی‌های تحریم‌نشدهٔ پیشین برابر بود. ورزشکاران کانادایی برای مدال‌هایی که کسب کرده‌بودند مشمول دریافت پاداش شدند. مدال‌آوران طلا ۲۰٬۰۰۰ دلار، مدال‌آوران نقره ۱۵٬۰۰۰ دلار و مدال‌آوران برنز ۱۰٬۰۰۰ دلار پاداش گرفتند. این پاداش‌ها توسط صندوق تعالی ورزشکاران تأمین شد.
روسی مکلنن، ژیمناستیک‌کار ترامپولین که در تنها ورزشکار کانادایی در بازی‌های ۲۰۱۲ بود که توانست مدال طلا کسب کند، به‌عنوان پرچم‌دار کانادا در مراسم افتتاحیه انتخاب شد. شناگر پنی اولکسیاک رکورد المپیک کانادا برای بیشترین مدال‌های کسب‌شده (۴) توسط یک ورزشکار کانادایی در هر یک از بازی‌های المپیک تابستانی را شکست و به جوان‌ترین ورزشکار کانادایی در تمام دوران تبدیل شد که موفق به کسب مدال طلا می‌شد. او در پایان این بازی‌های به‌عنوان پرچم‌دار تیم در مراسم اختتامیه انتخاب شد و به جوان‌ترین پرچم‌دار کانادا در تاریخ المپیک بدل شد.

## مدال‌آوران
| مدال | نام | ورزش         | رویداد                        | تاریخ  |
| ---- | --- | ------------ | ----------------------------- | ------ |
| طلا  | پنی اولکسیاک | شنا          | ۱۰۰ متر آزاد زنان             | ۱۱ اوت |
| طلا  | روسی مکلنن | ژیمناستیک    | ترامپولین زنان                | ۱۲ اوت |
| طلا  | درک دروین | دو و میدانی  | پرش ارتفاع مردان              | ۱۶ اوت |
| طلا  | اریکا ویب | کشتی         | ۷۵ کیلوگرم آزاد زنان          | ۱۸ اوت |
| نقره | پنی اولکسیاک | شنا          | ۱۰۰ متر پروانه زنان           | ۷ اوت  |
| نقره | لیندسی جنیریچ پاتریشیا اوبی | روئینگ       | دوپارویی سبک‌وزن زنان          | ۱۲ اوت |
| نقره | آندری ده گراس | دو و میدانی  | ۲۰۰ متر مردان                 | ۱۸ اوت |
| برنز | ساندرین مینویل پنی اولکسیاک شانتال ون لاندیگهم میشل تور تیلور راک | شنا          | ۴ در ۱۰۰ متر آزاد امدادی زنان | ۶ اوت  |
| برنز | تیم راگبی ۷ نفره زنان کانادا - بریتنی بن - هانا دارلینگ - بیانکا فارلا - جن کیش - گیسلین لندری - مگان لوکان - کیلا مولسکی - کارن پاکوین - کلی راسل - اشلی استیسی - ناتاشا واتچم-روی - چاریتی ویلیامز                                                                                         | راگبی ۷ نفره | مسابقات زنان                  | ۸ اوت  |
| برنز | کایلی مس | شنا          | ۱۰۰ متر کرال پشت زنان         | ۸ اوت  |
| برنز | میگان بنفیتو روزلین فیلیون | شیرجه        | سکوی ۱۰ متر موزون زنان        | ۹ اوت  |
| برنز | کاترین ساوارد پنی اولکسیاک امیلی اورولت بریتانی مک‌لین تیلور راک کندی گاس | شنا          | ۴ در ۲۰۰ متر آزاد امدادی زنان | ۱۰ اوت |
| برنز | هیلاری کالدول | شنا          | ۲۰۰ متر کرال پشت زنان         | ۱۲ اوت |
| برنز | آلیسون بوریج اورا براون یاسمین دورنیگ کریستی لای جورجیا سیمرلینگ | دوچرخه‌سواری  | تعقیب تیمی زنان               | ۱۳ اوت |
| برنز | برین تیسن-ایتون | دو و میدانی  | هفت‌گانه زنان                  | ۱۳ اوت |
| برنز | آندری ده گراس | دو و میدانی  | ۱۰۰ متر مردان                 | ۱۴ اوت |
| برنز | میگان بنفیتو | شیرجه        | سکوی ۱۰ متر زنان              | ۱۸ اوت |
| برنز | دیمین وارنر | دو و میدانی  | دهگانه مردان                  | ۱۸ اوت |
| برنز | تیم ملی فوتبال زنان کانادا - استفانی لبه - آلیشا چاپمن - کادیشا بیوکانان - شلینا زادورسکی - ربکا کوین - دین رز - ریان ویلکینسون - دیانا ماتسون - خوزه بلانگر - اشلی لارنس - دزیره اسکات - کریستین سینکلر - سوفی اشمیت - ملیسا تانکردی - نیشل پرنس - جانین بکی - جسی فلمینگ - سابرینا د آنجلو | فوتبال       | مسابقات زنان                  | ۱۹ اوت |
| برنز | اریک لامز | سوارکاری     | پرش انفرادی                   | ۱۹ اوت |
| برنز | آرون براون آندری ده گراس آکیم هینز برندن رودنی موبولاده آجوماله | دو و میدانی  | ۴ در ۱۰۰ متر امدادی مردان     | ۱۹ اوت |
| برنز | کاترین پندرل | دوچرخه‌سواری  | دو صحرانوردی زنان             | ۲۰ اوت |

| ورزش         | 1 | 2 | 3  | مجموع |
| شنا          | ۱ | ۱ | ۴  | ۶     |
| دو و میدانی  | ۱ | ۱ | ۴  | ۶     |
| ژیمناستیک    | ۱ | ۰ | ۰  | ۱     |
| کشتی         | ۱ | ۰ | ۰  | ۱     |
| روئینگ       | ۰ | ۱ | ۰  | ۱     |
| دوچرخه‌سواری  | ۰ | ۰ | ۲  | ۲     |
| شیرجه        | ۰ | ۰ | ۲  | ۲     |
| سوارکاری     | ۰ | ۰ | ۱  | ۱     |
| فوتبال       | ۰ | ۰ | ۱  | ۱     |
| راگبی ۷ نفره | ۰ | ۰ | ۱  | ۱     |
| مجموع        | ۴ | ۳ | ۱۵ | ۲۲    |

| روز    | 1 | 2 | 3  | مجموع |
| ۶ اوت  | ۰ | ۰ | ۱  | ۱     |
| ۷ اوت  | ۰ | ۱ | ۰  | ۱     |
| ۸ اوت  | ۰ | ۰ | ۲  | ۲     |
| ۹ اوت  | ۰ | ۰ | ۱  | ۱     |
| ۱۰ اوت | ۰ | ۰ | ۱  | ۱     |
| ۱۱ اوت | ۱ | ۰ | ۰  | ۱     |
| ۱۲ اوت | ۱ | ۱ | ۱  | ۳     |
| ۱۳ اوت | ۰ | ۰ | ۲  | ۲     |
| ۱۴ اوت | ۰ | ۰ | ۱  | ۱     |
| ۱۵ اوت | ۰ | ۰ | ۰  | ۰     |
| ۱۶ اوت | ۱ | ۰ | ۰  | ۱     |
| ۱۷ اوت | ۰ | ۰ | ۰  | ۰     |
| ۱۸ اوت | ۱ | ۱ | ۲  | ۴     |
| ۱۹ اوت | ۰ | ۰ | ۳  | ۳     |
| ۲۰ اوت | ۰ | ۰ | ۱  | ۱     |
| مجموع  | ۴ | ۳ | ۱۵ | ۲۲    |

| مدال‌ها بر پایه جنسیت | مدال‌ها بر پایه جنسیت | مدال‌ها بر پایه جنسیت | مدال‌ها بر پایه جنسیت | مدال‌ها بر پایه جنسیت |
| -------------------- | -------------------- | -------------------- | -------------------- | -------------------- |
| جنسیت                | 1                    | 2                    | 3                    | مجموع                |
| مرد                  | ۱                    | ۱                    | ۴                    | ۶                    |
| زن                   | ۳                    | ۲                    | ۱۱                   | ۱۶                   |
| مجموع                | ۴                    | ۳                    | ۱۵                   | ۲۲                   |

| مدال‌آوران با چند مدال | مدال‌آوران با چند مدال | مدال‌آوران با چند مدال | مدال‌آوران با چند مدال | مدال‌آوران با چند مدال | مدال‌آوران با چند مدال | مدال‌آوران با چند مدال |
| --------------------- | --------------------- | --------------------- | --------------------- | --------------------- | --------------------- | --------------------- |
| نام                   | ورزش                  | 1                     | 2                     | 3                     | مجموع                 |                       |
| پنی اولکسیاک          | شنا                   | ۱                     | ۱                     | ۲                     | ۴                     |                       |
| آندری ده گراس         | دو و میدانی           | ۰                     | ۱                     | ۲                     | ۳                     |                       |
| میگان بنفیتو          | شیرجه                 | ۰                     | ۰                     | ۲                     | ۲                     |                       |
| تیلور راک             | شنا                   | ۰                     | ۰                     | ۲                     | ۲                     |                       |

## شرکت‌کنندگان
| فهرست زیر شامل تعداد رقابت‌کنندگانی است که در بازی‌ها شرکت کرده‌اند. دقت کنید که بازیکنان ذخیره در هاکی روی چمن و فوتبال در تعداد کل منظور نشده‌اند: \| ورزش \| مردان \| زنان \| مجموع \| \| ----------------- \| ----- \| ---- \| ----- \| \| تیراندازی با کمان \| ۱ \| ۱ \| ۲ \| \| دو و میدانی \| ۲۸ \| ۳۸ \| ۶۶ \| \| بدمینتون \| ۱ \| ۱ \| ۲ \| \| بسکتبال \| ۰ \| ۱۲ \| ۱۲ \| \| بوکس \| ۱ \| ۲ \| ۳ \| \| کانو و کایاک \| ۷ \| ۴ \| ۱۱ \| \| دوچرخه‌سواری \| ۷ \| ۱۲ \| ۱۹ \| \| شیرجه \| ۳ \| ۴ \| ۷ \| \| سوارکاری \| ۲ \| ۸ \| ۱۰ \| \| شمشیربازی \| ۳ \| ۲ \| ۵ \| \| هاکی روی چمن \| ۱۶ \| ۰ \| ۱۶ \| \| فوتبال \| ۰ \| ۱۸ \| ۱۸ \| \| گلف \| ۲ \| ۲ \| ۴ \| \| ژیمناستیک \| ۲ \| ۶ \| ۸ \| \| جودو \| ۴ \| ۳ \| ۷ \| \| پنج‌گانه مدرن \| ۰ \| ۲ \| ۲ \| \| روئینگ \| ۱۲ \| ۱۴ \| ۲۶ \| \| راگبی ۷ نفره \| ۰ \| ۱۲ \| ۱۲ \| \| قایقرانی بادبانی \| ۵ \| ۴ \| ۹ \| \| تیراندازی \| ۰ \| ۲ \| ۲ \| \| شنا \| ۱۰ \| ۲۰ \| ۳۰ \| \| شنای موزون \| ۰ \| ۲ \| ۲ \| \| تنیس روی میز \| ۱ \| ۱ \| ۲ \| \| تکواندو \| ۰ \| ۱ \| ۱ \| \| تنیس \| ۲ \| ۲ \| ۴ \| \| سه‌گانه \| ۲ \| ۳ \| ۵ \| \| والیبال \| ۱۶ \| ۴ \| ۲۰ \| \| وزنه‌برداری \| ۱ \| ۱ \| ۲ \| \| کشتی \| ۲ \| ۶ \| ۸ \| \| مجموع \| ۱۲۸ \| ۱۸۷ \| ۳۱۵ \| |       |      |       |
| ورزش | مردان | زنان | مجموع |
| تیراندازی با کمان | ۱     | ۱    | ۲     |
| دو و میدانی | ۲۸    | ۳۸   | ۶۶    |
| بدمینتون | ۱     | ۱    | ۲     |
| بسکتبال | ۰     | ۱۲   | ۱۲    |
| بوکس | ۱     | ۲    | ۳     |
| کانو و کایاک | ۷     | ۴    | ۱۱    |
| دوچرخه‌سواری | ۷     | ۱۲   | ۱۹    |
| شیرجه | ۳     | ۴    | ۷     |
| سوارکاری | ۲     | ۸    | ۱۰    |
| شمشیربازی | ۳     | ۲    | ۵     |
| هاکی روی چمن | ۱۶    | ۰    | ۱۶    |
| فوتبال | ۰     | ۱۸   | ۱۸    |
| گلف | ۲     | ۲    | ۴     |
| ژیمناستیک | ۲     | ۶    | ۸     |
| جودو | ۴     | ۳    | ۷     |
| پنج‌گانه مدرن | ۰     | ۲    | ۲     |
| روئینگ | ۱۲    | ۱۴   | ۲۶    |
| راگبی ۷ نفره | ۰     | ۱۲   | ۱۲    |
| قایقرانی بادبانی | ۵     | ۴    | ۹     |
| تیراندازی | ۰     | ۲    | ۲     |
| شنا | ۱۰    | ۲۰   | ۳۰    |
| شنای موزون | ۰     | ۲    | ۲     |
| تنیس روی میز | ۱     | ۱    | ۲     |
| تکواندو | ۰     | ۱    | ۱     |
| تنیس | ۲     | ۲    | ۴     |
| سه‌گانه | ۲     | ۳    | ۵     |
| والیبال | ۱۶    | ۴    | ۲۰    |
| وزنه‌برداری | ۱     | ۱    | ۲     |
| کشتی | ۲     | ۶    | ۸     |
| مجموع | ۱۲۸   | ۱۸۷  | ۳۱۵   |

## تیراندازی با کمان
یک کماندار کانادایی با کسب یکی از هشت جایگاه موجود برای کمان خمیده انفرادی مردان در مسابقات جهانی تیراندازی با کمان ۲۰۱۵ در کپنهاگ، دانمارک، شرایط شرکت در این مسابقات را کسب کرد. در همین حال، یک کماندار کانادایی دیگر به‌واسطهٔ کسب یکی از سه جایگاه موجود برای شرکت در مسابقات کمان خمیدهٔ زنان المپیک در مسابقات رده‌بندی آمریکا در مدئین، کلمبیا، به گروه ورزشکاران تیراندازی با کمان کانادا افزوده شد. نام جورسی استفانی پیکارد در ۹ ژوئن ۲۰۱۶ به فهرست اعضای تیم کانادا افزوده شد. نام کریسپین دیوناس نیز بعداً در ۲۹ ژوئن ۲۰۱۶ به‌طور رسمی به این فهرست اضافه شد. نام این تیم به‌طور رسمی در ۶ ژوئیهٔ ۲۰۱۶ اعلام شد.
| ورزشکار              | رویداد        | مرحله رتبه‌بندی | مرحله رتبه‌بندی | مرحله ۶۴ نفره            | مرحله ۳۲ نفره      | مرحله ۱۶ نفره      | یک‌چهارم نهایی      | نیمه‌نهایی          | فینال / م.ب.       | فینال / م.ب.       |
| ورزشکار              | رویداد        | امتیاز         | رتبه           | امتیاز رقیب              | امتیاز رقیب        | امتیاز رقیب        | امتیاز رقیب        | امتیاز رقیب        | امتیاز رقیب        | رتبه               |
| -------------------- | ------------- | -------------- | -------------- | ------------------------ | ------------------ | ------------------ | ------------------ | ------------------ | ------------------ | ------------------ |
| کریسپین دیوناس       | انفرادی مردان | ۶۶۹            | ۱۸             | گالیاتزو (ITA) · W ۶–۵   | گرت (USA) · L ۳–۷  | به این مرحله نرسید | به این مرحله نرسید | به این مرحله نرسید | به این مرحله نرسید | به این مرحله نرسید |
| جورسی استفانی پیکارد | انفرادی زنان  | ۵۸۵            | ۶۱             | تان یاگینگ (TPE) · L ۱–۷ | به این مرحله نرسید | به این مرحله نرسید | به این مرحله نرسید | به این مرحله نرسید | به این مرحله نرسید | به این مرحله نرسید |

## دو و میدانی
ورزشکاران کانادایی موفق به احراز شرایط شرکت در رویدادهایی که در ادامه می‌آید شدند (تا حداکثر ۳ ورزشکار در هر رویداد): اعضای این تیم بر پایه نتایج مسابقات آماده‌سازی دو و میدانی المپیک کانادا در سال ۲۰۱۶ انتخاب شدند. رویدادهای جاده‌ای کانادا دارای استانداردهایی متفاوت از استانداردهای فدراسیون جهانی دو و میدانی هستند که در زیر فهرست شده‌اند. در ۱۱ ژوئیه، تیمی متشکل از ۶۵ ورزشکار (۲۸ مرد و ۳۷ زن) معرفی شد که به‌عنوان بزرگ‌ترین تیمی که کانادا در تمام دوران به بازی‌های المپیک اعزام می‌کرد، شناخته می‌شد. اولواسگان ماکینده، ماریسا کورتیماه و میشا پاول که به‌عنوان ورزشکاران امدادی در این تیم قرار گرفتند، در هیچ مسابقه‌ای شرکت نکردند.
شش مدال کسب‌شده توسط ورزشکاران کانادایی، بیشترین تعداد مدال‌های کسب‌شده از زمان بازی‌های المپیک تابستانی ۱۹۲۸ بود.
کلید
- یادداشت–رتبه‌های ارائه‌شده برای رویدادهای میدانی تنها شامل مرحلهٔ مقدماتی ورزشکار می‌شوند
- Q = احراز صلاحیت برای دور بعدی
- q = احراز صلاحیت برای دور بعدی به‌عنوان سریع‌ترین بازنده یا, در رویدادهای میدانی، بر پایه جایگاه بدون دستیابی به هدف احراز صلاحیت
- ر. م. = رکورد ملی
- ن/م = رویداد فاقد این دور مسابقه است
- Bye = ورزشکار ملزم به شرکت در این دور نبوده‌است

رویدادهای میدانی و جاده‌ای
مردان
| ورزشکار                                                              | رویداد              | مقدماتی  | مقدماتی | یک‌چهارم نهایی | یک‌چهارم نهایی | نیمه‌نهایی          | نیمه‌نهایی          | فینال              | فینال              |
| ورزشکار                                                              | رویداد              | نتیجه    | رتبه    | نتیجه         | رتبه          | نتیجه              | رتبه               | نتیجه              | رتبه               |
| -------------------------------------------------------------------- | ------------------- | -------- | ------- | ------------- | ------------- | ------------------ | ------------------ | ------------------ | ------------------ |
| آرون براون                                                           | ۱۰۰ متر             | Bye      | Bye     | ۱۰٫۲۴         | ۳             | به این مرحله نرسید | به این مرحله نرسید | به این مرحله نرسید | به این مرحله نرسید |
| آندری ده گراس                                                        | ۱۰۰ متر             | Bye      | Bye     | ۱۰٫۰۴         | ۱ Q           | ۹٫۹۲               | ۲ Q                | ۹٫۹۱               | 3                  |
| آکیم هینز                                                            | ۱۰۰ متر             | Bye      | Bye     | ۱۰٫۲۲         | ۶             | به این مرحله نرسید | به این مرحله نرسید | به این مرحله نرسید | به این مرحله نرسید |
| آرون براون                                                           | ۲۰۰ متر             | ۲۰٫۲۳    | ۳ q     | —             | —             | ۲۰٫۳۷              | ۷                  | به این مرحله نرسید | به این مرحله نرسید |
| آندری ده گراس                                                        | ۲۰۰ متر             | ۲۰٫۰۹    | ۱ Q     | —             | —             | ۱۹٫۸۰ NR           | ۲ Q                | ۲۰٫۰۲              | 2                  |
| برندن رودنی                                                          | ۲۰۰ متر             | ۲۰٫۳۴    | ۳       | —             | —             | به این مرحله نرسید | به این مرحله نرسید | به این مرحله نرسید | به این مرحله نرسید |
| برندن مک‌براید                                                        | ۸۰۰ متر             | ۱:۴۵٫۹۹  | ۱ Q     | —             | —             | ۱:۴۵٫۴۱            | ۶                  | به این مرحله نرسید | به این مرحله نرسید |
| آنتونی رومانیو                                                       | ۸۰۰ متر             | ۱:۴۷٫۵۹  | ۶       | —             | —             | به این مرحله نرسید | به این مرحله نرسید | به این مرحله نرسید | به این مرحله نرسید |
| نیتن برانن                                                           | ۱٬۵۰۰ متر           | ۳:۴۷٫۰۷  | ۴ Q     | —             | —             | ۳:۴۰٫۲۰            | ۷ q                | ۳:۵۱٫۴۵            | ۱۰                 |
| چارلز فیلبرت تیبوتو                                                  | ۱٬۵۰۰ متر           | ۳:۴۰٫۰۴  | ۸ q     | —             | —             | ۳:۴۰٫۷۹            | ۹                  | به این مرحله نرسید | به این مرحله نرسید |
| محمد احمد                                                            | ۵٬۰۰۰ متر           | ۱۳:۲۱٫۰۰ | ۶ q     | —             | —             | —                  | —                  | ۱۳:۰۵٫۹۴           | ۴                  |
| لوکاس بروشه                                                          | ۵٬۰۰۰ متر           | ۱۴:۰۲٫۰۲ | ۱۹      | —             | —             | —                  | —                  | به این مرحله نرسید | به این مرحله نرسید |
| محمد احمد                                                            | ۱۰٬۰۰۰ متر          | —        | —       | —             | —             | —                  | —                  | ۲۹:۳۲٫۸۴           | ۳۲                 |
| جاناتان کابرال                                                       | ۱۱۰ متر با مانع     | ۱۳٫۶۳    | ۴ Q     | —             | —             | ۱۳٫۴۱              | ۴ q                | ۱۳٫۴۱              | ۶                  |
| سکو کابا                                                             | ۱۱۰ متر با مانع     | ۱۳٫۷۰    | ۸       | —             | —             | به این مرحله نرسید | به این مرحله نرسید | به این مرحله نرسید | به این مرحله نرسید |
| متیو هیوز                                                            | ۳٬۰۰۰ متر با مانع   | ۸:۲۶٫۲۷  | ۴ q     | —             | —             | —                  | —                  | ۸:۳۶٫۸۳            | ۱۰                 |
| تیلور مایلن                                                          | ۳٬۰۰۰ متر با مانع   | ۸:۳۴٫۳۸  | ۹       | —             | —             | —                  | —                  | به این مرحله نرسید | به این مرحله نرسید |
| کریس وینتر                                                           | ۳٬۰۰۰ متر با مانع   | ۸:۳۳٫۹۵  | ۱۰      | —             | —             | —                  | —                  | به این مرحله نرسید | به این مرحله نرسید |
| آرون براون آندری ده گراس آکیم هینز برندن رودنی موبولاده آجوماله[الف] | ۴ در ۱۰۰ متر امدادی | ۳۷٫۸۹    | ۳ Q     | —             | —             | —                  | —                  | ۳۷٫۶۴ NR           | 3                  |
| رید کولسائت                                                          | ماراتن              | —        | —       | —             | —             | —                  | —                  | ۲:۱۴:۵۸            | ۲۳                 |
| اریک گیلیس                                                           | ماراتن              | —        | —       | —             | —             | —                  | —                  | ۲:۱۲:۲۹            | ۱۰                 |
| اون دانفی                                                            | پیاده‌روی ۲۰ کیلومتر | —        | —       | —             | —             | —                  | —                  | ۱:۲۰:۴۹            | ۱۰                 |
| ایناکی گومز                                                          | پیاده‌روی ۲۰ کیلومتر | —        | —       | —             | —             | —                  | —                  | ۱:۲۱:۱۲            | ۱۲                 |
| بنجامین تورن                                                         | پیاده‌روی ۲۰ کیلومتر | —        | —       | —             | —             | —                  | —                  | ۱:۲۲:۲۸            | ۲۷                 |
| ماتیو بیلدیو                                                         | پیاده‌روی ۵۰ کیلومتر | —        | —       | —             | —             | —                  | —                  | به پایان نرساند    | به پایان نرساند    |
| اون دانفی                                                            | پیاده‌روی ۵۰ کیلومتر | —        | —       | —             | —             | —                  | —                  | ۳:۴۱:۳۸ NR         | ۴                  |

الف  ورزشکارانی که تنها در مراحل مقدماتی شرکت کرده‌اند و موفق به کسب مدال شده‌اند.
زنان
| ورزشکار                                             | رویداد              | مقدماتی    | مقدماتی | یک‌چهارم نهایی | یک‌چهارم نهایی | نیمه‌نهایی          | نیمه‌نهایی          | فینال              | فینال              |
| ورزشکار                                             | رویداد              | نتیجه      | رتبه    | نتیجه         | رتبه          | نتیجه              | رتبه               | نتیجه              | رتبه               |
| --------------------------------------------------- | ------------------- | ---------- | ------- | ------------- | ------------- | ------------------ | ------------------ | ------------------ | ------------------ |
| خامیکا بینگهام                                      | ۱۰۰ متر             | Bye        | Bye     | ۱۱٫۴۱         | ۳             | به این مرحله نرسید | به این مرحله نرسید | به این مرحله نرسید | به این مرحله نرسید |
| کریستال امانوئل                                     | ۱۰۰ متر             | Bye        | Bye     | ۱۱٫۴۳         | ۴             | به این مرحله نرسید | به این مرحله نرسید | به این مرحله نرسید | به این مرحله نرسید |
| کریستال امانوئل                                     | ۲۰۰ متر             | ۲۲٫۸۰      | ۳ Q     | —             | —             | ۲۳٫۰۵              | ۸                  | به این مرحله نرسید | به این مرحله نرسید |
| کیمبرلی هیاسینت                                     | ۲۰۰ متر             | ع.ش.       | ع.ش.    | —             | —             | به این مرحله نرسید | به این مرحله نرسید | به این مرحله نرسید | به این مرحله نرسید |
| آلیشیا براون                                        | ۴۰۰ متر             | ۵۲٫۲۷      | ۵       | —             | —             | به این مرحله نرسید | به این مرحله نرسید | به این مرحله نرسید | به این مرحله نرسید |
| کندرا کلارک                                         | ۴۰۰ متر             | ۵۳٫۶۱      | ۶       | —             | —             | به این مرحله نرسید | به این مرحله نرسید | به این مرحله نرسید | به این مرحله نرسید |
| کارلین مویر                                         | ۴۰۰ متر             | ۵۱٫۵۷      | ۲ Q     | —             | —             | ۵۱٫۱۱              | ۵                  | به این مرحله نرسید | به این مرحله نرسید |
| ملیسا بیشاپ                                         | ۸۰۰ متر             | ۱:۵۸٫۳۸    | ۱ Q     | —             | —             | ۱:۵۹٫۰۵            | ۲ Q                | ۱:۵۷٫۰۲ NR         | ۴                  |
| نیکول سیفونتس                                       | ۱٬۵۰۰ متر           | ۴:۰۷٫۴۳    | ۷ q     | —             | —             | ۴:۰۸٫۵۳            | ۷                  | به این مرحله نرسید | به این مرحله نرسید |
| گابریلا استفورد                                     | ۱٬۵۰۰ متر           | ۴:۰۹٫۴۵    | ۹       | —             | —             | به این مرحله نرسید | به این مرحله نرسید | به این مرحله نرسید | به این مرحله نرسید |
| هیلاری استلینگ‌ورف                                   | ۱٬۵۰۰ متر           | ۴:۱۲٫۰۰    | ۷       | —             | —             | به این مرحله نرسید | به این مرحله نرسید | به این مرحله نرسید | به این مرحله نرسید |
| جسیکا اوکانل                                        | ۵٬۰۰۰ متر           | ۱۵:۵۱٫۱۸   | ۱۳      | —             | —             | —                  | —                  | به این مرحله نرسید | به این مرحله نرسید |
| آندریا سکافین                                       | ۵٬۰۰۰ متر           | ۱۵:۳۰٫۳۲   | ۱۱      | —             | —             | —                  | —                  | به این مرحله نرسید | به این مرحله نرسید |
| لانی مرچنت                                          | ۱۰٬۰۰۰ متر          | —          | —       | —             | —             | —                  | —                  | ۳۲:۰۴٫۲۱           | ۲۵                 |
| ناتاشا ووداک                                        | ۱۰٬۰۰۰ متر          | —          | —       | —             | —             | —                  | —                  | ۳۱:۵۳٫۱۴           | ۲۲                 |
| فیلیسیا جورج                                        | ۱۰۰ متر با مانع     | ۱۲٫۸۳      | ۲ Q     | —             | —             | ۱۲٫۷۷              | ۲ Q                | ۱۲٫۸۹              | ۸                  |
| نیکیتا هولدر                                        | ۱۰۰ متر با مانع     | ۱۲٫۹۲      | ۴ q     | —             | —             | ر.ص.*              | ر.ص.*              | ر.ص.*              | ر.ص.*              |
| آنجلا وایت                                          | ۱۰۰ متر با مانع     | ۱۳٫۰۹      | ۶       | —             | —             | به این مرحله نرسید | به این مرحله نرسید | به این مرحله نرسید | به این مرحله نرسید |
| شانیس چیس-تیلور                                     | ۴۰۰ متر با مانع     | ۱:۰۲٫۸۳    | ۸       | —             | —             | به این مرحله نرسید | به این مرحله نرسید | به این مرحله نرسید | به این مرحله نرسید |
| نوئل مونت‌کالم                                       | ۴۰۰ متر با مانع     | ۵۶٫۰۷      | ۲ Q     | —             | —             | ۵۶٫۲۸              | ۶                  | به این مرحله نرسید | به این مرحله نرسید |
| سیج واتسون                                          | ۴۰۰ متر با مانع     | ۵۵٫۹۳      | ۲ Q     | —             | —             | ۵۵٫۴۴              | ۴                  | به این مرحله نرسید | به این مرحله نرسید |
| ماریا برنارد                                        | ۳٬۰۰۰ متر با مانع   | ۹:۵۰٫۱۷    | ۱۳      | —             | —             | —                  | —                  | به این مرحله نرسید | به این مرحله نرسید |
| جنویو لالونده                                       | ۳٬۰۰۰ متر با مانع   | ۹:۳۰٫۲۴ NR | ۴ q     | —             | —             | —                  | —                  | ۹:۴۱٫۸۸            | ۱۶                 |
| ارین تسچوک                                          | ۳٬۰۰۰ متر با مانع   | ۹:۵۳٫۷۰    | ۱۶      | —             | —             | —                  | —                  | به این مرحله نرسید | به این مرحله نرسید |
| خامیکا بینگهام کریستال امانوئل فیلیسیا جورج فرح ژاک | ۴ در صد متر امدادی  | ۴۲٫۷۰      | ۴ q     | —             | —             | —                  | —                  | ۴۳٫۱۵              | ۷                  |
| آلیشیا براون نوئل مونت‌کالم کارلین مویر سیج واتسون   | ۴ در ۴۰۰ متر امدادی | ۳:۲۴٫۹۴    | ۳ Q     | —             | —             | —                  | —                  | ۳:۲۶٫۴۳            | ۴                  |
| کریستا دوشن                                         | ماراتن              | —          | —       | —             | —             | —                  | —                  | ۲:۳۵:۲۹            | ۳۵                 |
| لانی مرچنت                                          | ماراتن              | —          | —       | —             | —             | —                  | —                  | ۲:۳۳:۰۸            | ۲۴                 |

رویدادهای میدانی
مردان
| ورزشکار       | رویداد      | رده‌بندی | رده‌بندی | فینال              | فینال              |
| ورزشکار       | رویداد      | مسافت   | جایگاه  | مسافت              | جایگاه             |
| ------------- | ----------- | ------- | ------- | ------------------ | ------------------ |
| درک دروین     | پرش ارتفاع  | ۲٫۲۹    | =۱ q    | ۲٫۳۸               | 1                  |
| مایکل میسون   | پرش ارتفاع  | ۲٫۲۶    | =۱۸     | به این مرحله نرسید | به این مرحله نرسید |
| شاونیسی باربر | پرش با نیزه | ۵٫۷۰    | ۷ q     | ۵٫۵۰               | ۱۰                 |
| تیم ندو       | پرتاب وزنه  | ۲۰٫۰۰   | ۱۶      | به این مرحله نرسید | به این مرحله نرسید |

زنان
| ورزشکار         | رویداد      | رده‌بندی | رده‌بندی | فینال              | فینال              |
| ورزشکار         | رویداد      | مسافت   | جایگاه  | مسافت              | جایگاه             |
| --------------- | ----------- | ------- | ------- | ------------------ | ------------------ |
| کریستابل نتی    | پرش طول     | ۶٫۳۷    | ۱۲      | به این مرحله نرسید | به این مرحله نرسید |
| الکساندریا ترژر | پرش ارتفاع  | ۱٫۹۴    | ۱۰ Q    | ۱٫۸۸               | ۱۷                 |
| کلسی آبه        | پرش با نیزه | ۴٫۵۵    | ۵ q     | ۴٫۵۰               | ۱۲                 |
| آنیکا نیوول     | پرش با نیزه | ۴٫۱۵    | =۱۷     | به این مرحله نرسید | به این مرحله نرسید |
| آلیشا نیومن     | پرش با نیزه | ۴٫۴۵    | ۱۹      | به این مرحله نرسید | به این مرحله نرسید |
| بریتانی کرو     | پرتاب وزنه  | ۱۷٫۴۵   | ۱۸      | به این مرحله نرسید | به این مرحله نرسید |
| تارین سوتی      | پرتاب وزنه  | ۱۶٫۷۴   | ۲۸      | به این مرحله نرسید | به این مرحله نرسید |
| الیزابت گلیدل   | پرتاب نیزه  | ۶۰٫۲۸   | ۹       | به این مرحله نرسید | به این مرحله نرسید |
| هیثر استیسی     | پرتاب چکش   | ۶۶٫۰۱   | ۲۳      | به این مرحله نرسید | به این مرحله نرسید |

رویدادهای ترکیبی – دهگانه مردان
| ورزشکار     | رویداد | ۱۰۰ م | پ.ط. | پ.و.  | پ.ا. | ۴۰۰ م | ۱۰۰ ب.م. | پ.د.  | پ.ب.ن. | پ.ن.  | ۱۵۰۰ م  | فینال | رتبه |
| ----------- | ------ | ----- | ---- | ----- | ---- | ----- | -------- | ----- | ------ | ----- | ------- | ----- | ---- |
| دیمین وارنر | نتیجه  | ۱۰٫۳۰ | ۷٫۶۷ | ۱۳٫۶۶ | ۲٫۰۴ | ۴۷٫۳۵ | ۱۳٫۵۸    | ۴۴٫۹۳ | ۴٫۷۰   | ۶۳٫۱۹ | ۴:۲۴٫۹۰ | ۸٬۶۶۶ | 3    |
| دیمین وارنر | امتیاز | ۱٬۰۲۳ | ۹۷۷  | ۷۰۸   | ۸۴۰  | ۹۴۱   | ۱٬۰۲۹    | ۷۶۵   | ۸۱۹    | ۷۸۶   | ۷۷۸     | ۸٬۶۶۶ | 3    |

رویدادهای ترکیبی – هفت‌گانه زنان
| ورزشکار         | رویداد | ۱۰۰ ب.م. | پ.ا.  | پ.و.  | ۲۰۰ متر | پ.ط.  | پ.ن.  | ۸۰۰ متر | فینال | رتبه |
| --------------- | ------ | -------- | ----- | ----- | ------- | ----- | ----- | ------- | ----- | ---- |
| برین تیسن-ایتون | نتیجه  | ۱۳٫۱۸    | ۱٫۸۶  | ۱۳٫۴۵ | ۲۴٫۱۸   | ۶٫۴۸  | ۴۷٫۳۶ | ۲:۰۹٫۵۰ | ۶٬۶۵۳ | 3    |
| برین تیسن-ایتون | امتیاز | ۱٬۰۹۷    | ۱٬۰۵۴ | ۷۵۷   | ۹۶۳     | ۱٬۰۰۱ | ۸۰۹   | ۹۷۲     | ۶٬۶۵۳ | 3    |

استانداردهای جاده‌ای
| رویدادهای مردان  | رویدادهای مردان | رویدادهای زنان   | رویدادهای زنان |
| رویداد           | نمره            | رویداد           | نمره           |
| ---------------- | --------------- | ---------------- | -------------- |
| ماراتن           | ۲:۱۲:۵۰         | ماراتن           | ۲:۲۹:۵۰        |
| ۲۰ کیلومتر پیاده | ۱:۲۱:۵۵         | ۲۰ کیلومتر پیاده | ۱:۳۱:۳۵        |
| ۵۰ کیلومتر پیاده | ۳:۵۴:۲۰         | —                | —              |